# Ex-Girlfriend
«Ex-Girlfriend» — песня, написанная Томом Дюмоном, Тони Канэлом и Гвен Стефани для четвёртого студийного альбома No Doubt Return of Saturn 2000 года. Песня стала первым синглом из альбома и попала в топ-40 музыкальных чартов во многих странах.

## История написания
Изначально Гвен Стефани пыталась описать в песне свои отношения с вокалистом Bush Гэвином Россдэйлом, за которого она впоследствии вышла замуж в 2002 году. Прослушав песню, участники группы решили утяжелить её и ускорить темп, поскольку для альбома уже было написано несколько баллад. Строка you say you’re gonna burn before you mellow («Ты говоришь, что сгоришь прежде, чем размякнешь») — аллюзия на песню Bush «Dead Meat»: I’ll burn before I mellow («Я сгорю прежде, чем размякну»).
«Ex-Girlfriend» — композиция в жанре рок, написанная в тональности ми минор, в темпе 168 ударов в минуту. Вокал Гвен Стефани в песне охватывает полторы октавы от соль малой октавы до второй октавы.

## Видеоклип
Видеоклип к песне, снятый Хайпом Уильямсом, использует элементы противоречивого и довольно скандального аниме «Кайт — девочка-убийца». В клипе Стефани нападает на Тони Канэла, который играет её бывшего возлюбленного, и других мужчин. Когда Канэл приходит в сознание, он хватает девушку и вместе с ней выпрыгивает из окна.

## Формат и трек-лист

### CD1 (Великобритания)
1. «Ex-Girlfriend» — 3:31
2. «Leftovers» — 4:31
3. «Ex-Girlfriend» (CD-ROM-видео)

### CD2 (Великобритания)
1. «Ex-Girlfriend» — 3:31
2. «Big Distraction» — 3:34
3. «Full Circle» — 3:16

### Нидерланды, Великобритания,Австралия
1. «Ex-Girlfriend» — 3:31
2. «Leftovers» — 4:31
3. «Full Circle» — 3:16
4. «Ex-Girlfriend» видео

### Издание из двух треков (Великобритания, Нидерланды)
1. «Ex-Girlfriend» — 3:31
2. «Full Circle» — 3:16

## Позиции в чартах
«Ex-Girlfriend» не смогла войти в Billboard Hot 100 и только одну неделю находилась в Canadian Singles Chart. В других странах композиция имела больший успех и вошла в топ-10 Австралии и топ-30 Великобритании.
| Чарт (2000)                       | #  |
| --------------------------------- | -- |
| Australian Singles Chart          | 9  |
| Canadian Singles Chart            | 40 |
| Finnish Top 20                    | 15 |
| German Singles Chart              | 34 |
| Swedish Top 60                    | 18 |
| Swiss Top 100                     | 19 |
| UK Singles Chart                  | 23 |
| U.S. Billboard Modern Rock Tracks | 2  |
| New Zealand RIANZ Singles Chart   | 11 |

### Статус
| Страна    | Статус  | Продажи |
| --------- | ------- | ------- |
| Австралия | Золотой | 35,000+ |